# أندرو أندرسون
أندرو أندرسون (بالإنجليزية: Andrew Anderson)‏ (21 فبراير 1909 في المملكة المتحدة - ) هو لاعب كرة قدم بريطاني في مركز الظهير. شارك مع منتخب اسكتلندا لكرة القدم. أما مع النوادي، فقد لعب مع هارت أوف ميدلوثيان ورابطة كرة القدم الاسكتلندية الحادية عشر ‏.

## مسيرته الكروية
لعب أندرو أندرسون خلال مسيرته الاحترافية مع نادِ واحدٍ في أحد عشر موسمًا وسجل خلالها 4 أهداف ضمن 339 مباراة. ولم يفز بأي موسم بالكأس أو بالدوري.
خاض أندرو أندرسون مسيرته مع نادي هارت أوف ميدلوثيان في موسم 1929–30 ليلعب معه أحد عشر موسمًا، مشاركًا في 339 مباراة سجل خلالها 4 أهداف.

## وصلات خارجية
- أندرو أندرسون على موقع الاتحاد الإسكتلندي (الإنجليزية)
- أندرو أندرسون على موقع قاعدة بيانات كرة القدم.إي يو (الإنجليزية)
- أندرو أندرسون على موقع ناشيونال فوتبول تيمز (الإنجليزية)
- أندرو أندرسون على موقع عالم كرة القدم.نت (الإنجليزية)